# Municipio de Jordan (condado de Hickory)
El municipio de Jordan (en inglés: Jordan Township) es un municipio ubicado en el condado de Hickory en el estado estadounidense de Misuri. En el año 2010 tenía una población de 171 habitantes y una densidad poblacional de 2,22 personas por km².

## Geografía
El municipio de Jordan se encuentra ubicado en las coordenadas 38°1′41″N 93°7′55″O / 38.02806, -93.13194. Según la Oficina del Censo de los Estados Unidos, el municipio tiene una superficie total de 77.19 km², de la cual 76,51 km² corresponden a tierra firme y (0,89 %) 0,69 km² es agua.

## Demografía
Según el censo de 2010, había 171 personas residiendo en el municipio de Jordan. La densidad de población era de 2,22 hab./km². De los 171 habitantes, el municipio de Jordan estaba compuesto por el 95,91 % blancos, el 1,17 % eran afroamericanos, el 1,17 % eran amerindios y el 1,75 % eran de una mezcla de razas. Del total de la población el 1,17 % eran hispanos o latinos de cualquier raza.